# برازین (هریس)
برازین یکی از روستاهای استان آذربایجان شرقی است که در دهستان بدوستان شرقی بخش مرکزی شهرستان هریس شهرستان هریس واقع شده‌است.
تاریخچه :" در کتاب وقف نامه ربع رشیدی نوشته رشیدالدین فضل اله همدانی (قرن هفتم هجری) در ردیف ۲۳۳ صورت موقوفات ربع رشیدی چنین آمده است:" برازین  از قرای ناحیت خانمرود مذکور از توابع مدینه تبریز، حدودش متصل به اراضی قریه هرس و به قله جبل سپلاق و به تلی که معروف است به زرده بوته و به اراضی مزرعه بزوان از مزارع قریه هرس با جمیع توابع و لواحق ."
کارمردم روستای برازین کشاورزی ودامداری می‌باشد و در قالیبافی شهرت دارد و در شمال آن کوه سبلاق قرار دارد.